# Черепаха і Заєць
«Черепаха і Заєць» — байка, яку вважають твором Езопа; пізніше була переписана іншими байкарями, такими як Жан де Лафонтен і Фелікс Марія Саманьєго. Твір розповідає про Зайця, який знущається з Черепахи, через її швидкість. Черепаха відповіла викликом позмагатися із Зайцем. І вони грають у перегони. Заєць впевнений у своїй перемозі, і тому він вирішує подрімати посеред перегонів. Але коли кролик прокидається, він виявляє, що малорухлива черепаха, яка йшла повільно, але впевнено, виграла гонку. Цю історію розповідали як народну та дитячу історію по всьому світу та протягом різних століть. В Індексі Перрі, каталозі байок Езопа, ця байка має номер 226. Версія, що існує з античності, була написана прозою.

## Сюжет
Одного разу Заєць похвалився іншим тваринам: "Ніхто не може перевершити мене у швидкості, — сказав він, — я кидаю виклик будь-кому, хто біжить так само швидко, як я". Черепаха, з притаманним їй спокоєм, відповіла: "Я приймаю виклик". "Чудово!" — вигукнув Заєць, розсміявшись. "Не вихваляйся до перемоги", — відповіла черепаха. Тож курс було прокладено і дано старт.

Заєць помчав блискавично: його майже не було видно, так далеко він був. Потім він зупинився і — щоб показати своє презирство до черепахи — ліг подрімати. Черепаха тим часом ледве ступала, крок за кроком, і коли заєць прокинувся, то побачив, що вона вже близько до фінішної прямої. Тож він побіг щодуху, але було вже надто пізно, щоб виграти забіг. Черепаха посміхнулася і сказала: "Не треба бігти, треба вчасно стартувати".

## Аналіз

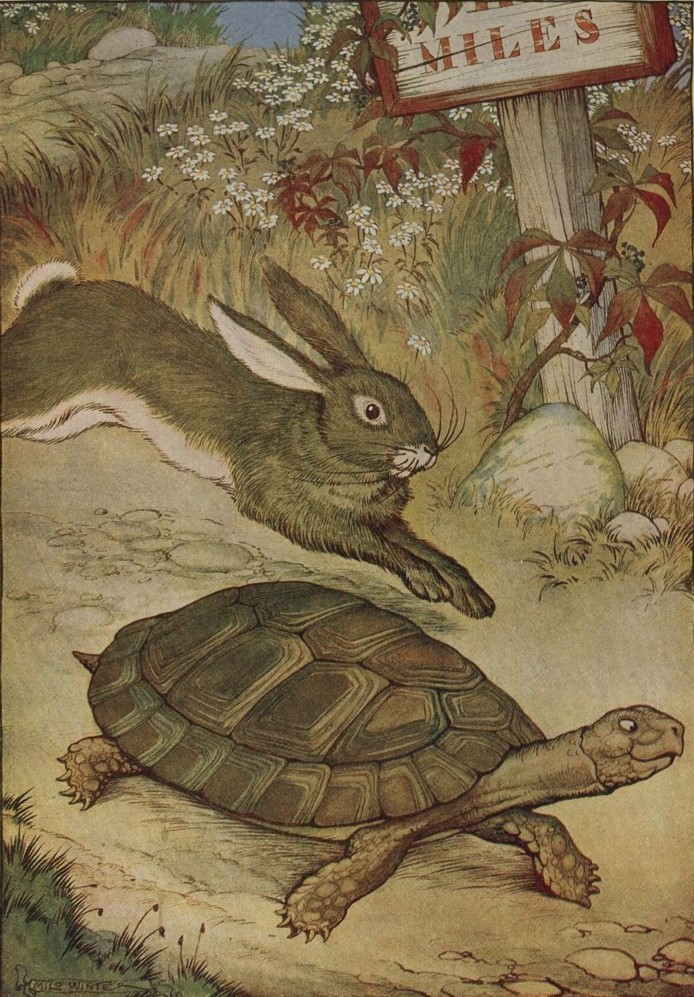
Кролик намагається наздогнати черепаху. Ілюстрація Майло Вінтера з антології Езопа 1919 року.

Герої байки:
- Зарозумілий Заєць — є алегорією надмірної самовпевненості чи гордості, що призводить до лінощів;
- Черепаха — уособлює наполегливість, старанність.

Мораль історії, яка є критикою зарозумілості, полягає в тому, що якщо ви станете надмірно самовпевненим (зарозумілим) або надмірно впевненим у своїх здібностях, і підведете свою пильність, ви пропустите щось, і це може призвести до поразки або в події або в змаганні. Крім того, навіть якщо ваші здібності слабкі, а кроки повільні, ви можете врешті-решт досягти чудових результатів, впевнено рухаючись прямо вперед, не відхиляючись до бічних доріг.

## Адаптації
Сюжет байки багато разів повторюється, включаючи адаптації в мультфільмах.
- Черепаха і заєць (аніме, 1924) — японський анімаційний фільм Яматото Санае, 1924;
- Черепаха та заєць (мультфільм) — мультфільм 1935 року Волта Діснея